# Elijah Burke
Pour les articles homonymes, voir Burke.
Elijah Samuel Burke né le 24 mai 1978 à Jacksonville en Floride, est un catcheur et commentateur de catch américain. Il est connu pour son travail à la World Wrestling Entertainment de 2006 à 2008 puis à la Total Nonstop Action Wrestling où il a utilisé le nom de D'Angelo Dinero de 2009 à 2012.
Il est engagé par la WWE en 2003 et rejoint l'Ohio Valley Wrestling pour y apprendre le catch et apparaît à la WWE à partir de 2006 comme manger de Sylvester Terkay. En 2007, il rejoint l'émission ECW on Sci Fi où il forme clan The New Breed (en) avec Marcus Cor Von, Matt Striker, Kevin Thorn et Ariel.

## Jeunesse
Elijah Samuel Burke a fait du football et du basket-ball dans sa jeunesse. Il obtient un diplôme en plomberie de la Frank H. Peterson Academies of Technology. Cependant, il décide de devenir gardien de prison du bureau du shériff de Jacksonville en Floride. C’est dans cette région qu’il fait de la boxe amateur et a un bilan de 98 victoires pour une défaite,.

## Carrière de catcheur

### World Wrestling Entertainment (2003-2009)

#### Ohio Valley Wrestling (2004-2006)
Il signe un contrat de développement avec la World Wrestling Entertainment (WWE), en 2003 et rejoint l'Ohio Valley Wrestling (OVW) pour apprendre le catch. Il s'entraîne dans l'école de catch de cette fédération auprès de Danny Davis et de Jim Cornette. 
Il fait ses débuts dans l'émission télévisé du 27 mars 2004 où il perd rapidement face à Sean O'Haire. Le 17 novembre au cours de l'enregistrement de l'émission du 20, il devient challenger pour le championnat poids lourd de l'OVW après sa victoire face à Matt Morgan. Il remporte ce titre, le premier de sa carrière, le 8 décembre en battant Chad Toland.
Il défend pour la première fois ce titre durant l'émission du 15 janvier 2005 face à Matt Morgan. Ils s'affrontent à nouveau le 26 février où l'issue est la même.

#### Smackdown (2006)
Il commence à apparaître dans les émissions principales de la WWE fin juillet 2006 où il incarne le cornerman (en) du combatant de mixed martial arts Sylvester Terkay. Le 4 août, il remporte son premier match dans cette fédération face à Scott Wright. 

### Total Nonstop Action Wrestling (2009-2013)

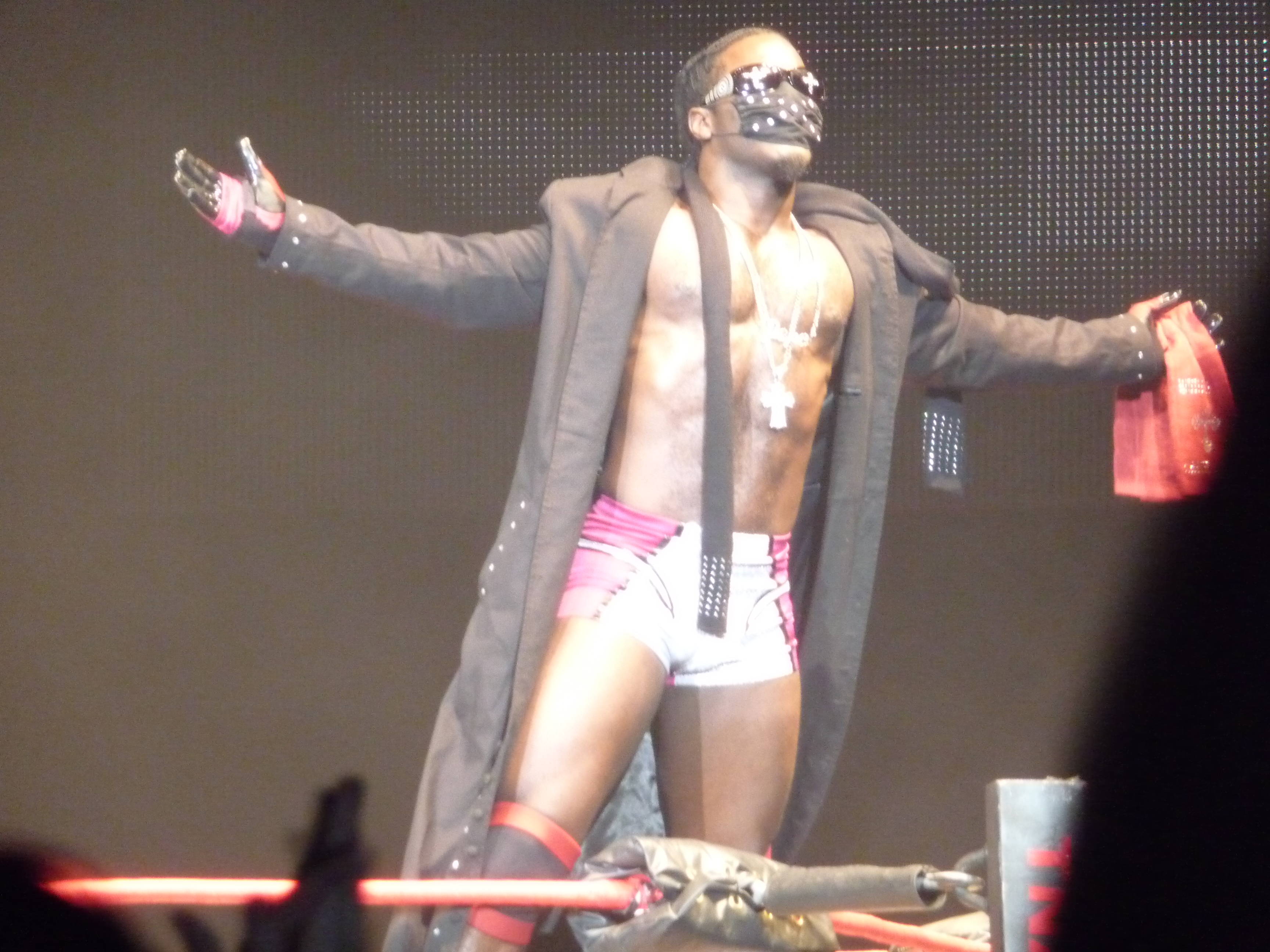
D'Angelo Dinero lors de son entrée à la TNA en janvier 2010.

Il devient heel en venant a la Total Nonstop Action Wrestling. Il affronte et bat Consequence Creed pour son 1er match a la TNA. Il prit part au match « Steel Asylum Cage » de Hard Justice le 16 août 2009 sous le nom de The Pope, D'Angelo Dinero.
Il entame une rivalité avec Suicide qu'il bat à iMPACT puis à No Surrender dans un match où le tombé peut se faire n'importe où, avant de se faire battre la semaine suivante dans un match de type « combat de rue ». 
Il devait prendre part au Ultimate X a Bound For Glory 2009 mais il s'est absenté pour raison familiale.
Il fait un face turn en acceptant de faire équipe avec Suicide, Matt Morgan et Hernandez pour faire face à la Team 3D, Jesse Neal et Rhino a Final Résolution 2009.
Il entame une rivalité avec Desmond Wolfe qui aboutira a un match a Genesis 2010 entre les deux que The Pope gagnera.
Le 4 février, Il bat le TNA World Heavyweight Champion A.J. Styles dans un No-Title Match grâce à l'intervention de Samoa Joe. Le 11 février à iMPACT, il bat Orlando Jordan pour se qualifier au tournoi de TNA Against All Odds. 
Au premier tour de se tournoi, il gagnera contre Desmond Wolfe pour se qualifier en demi-finale, où il battra Matt Morgan pour une place en finale. Plus tard dans le même nuit, il se fera attaquer en backstage par Scott Hall et Sean Waltman. Lors de la finale, Mr Anderson se présente sur le ring. The Pope se fait attendre, encore fragilisé par l'assaut de « The Band ». Finalement Dinero bat Anderson, devenant ainsi challengeur n°1 au TNA World Heavyweight Championship et aura donc son match à Lockdown 2010 face au champion AJ Styles, match qu'il perd. Il souffre depuis d'une déchirure de l'épaule. Il reviendra lors d'un épisode d'impact, ou il fondera une promo' ou Angle le rejoindra, et le défira pour le PPV suivant, match qu'il perdra.
Il effectue un heel turn en insultant RVD à la suite de sa blessure.
Il affronte Mr Anderson a No Surrender 2010 dans un match pour être challenger au titre TNA World a Bound For Glory 2010 mais il perd le match.
A Bound For Glory 2010, il affronte en compagnie de Sting et de Kevin Nash, Jeff Jarrett et Samoa Joe dans un match handicap et son équipe gagne à la suite d'une trahison de la part de Jarrett envers Joe.
Il effectue un tweener turn avec Sting et Nash car dans le main event de Bound For Glory 2010 car Hogan fait un heel turn. 
Lors de Turning Point 2010, il perd contre Abyss, étant trahi par son frère, payé par Eric Bischoff. Dès lors, il entre en feud avec ce dernier. La semaine suivante il s'attaque à Abyss et Eric Bischoff. Il s'en prendra physiquement à Eric Bischoff et Abyss mais ce dernier l'enfermera dans un cercueil. Cercueil qu'il enverra dans le murs. Lors de Final Resolution 2010 il affrontera Abyss dans un Casket Match qu'il perdra.

#### Heel Turn et rivalité avec Samoa Joe et Devon (2011)
Il entame une rivalité avec Samoa Joe et effectue un heel turn. Lors du TNA iMPACT du 10 février, lui, Bully Ray et Matt Hardy perdent Devon, Rob Van Dam et Samoa Joe dans un Six Man Tag Team Tables Match. Lors de Against All Odds (2011), il perd contre Samoa Joe. Lors de Lockdown (2011), il perd contre Samoa Joe dans un Lockdown Cage Match mettant fin à leur rivalité. Il est qualifié pour les Bound for Glory Series le 16 juin, lors de Impact Wrestling. Le 7 juillet lors de Impact Wrestling, il gagne dans un match des Bound for Glory Series, avec Devon, contre l'équipe composé de Matt Morgan et James Storm.

#### Face Turn, équipe avec Devon et nouveau Heel turn (2011-2012)
Lors de Hardcore Justice (2011), il bat Devon. Il perd face à Rob Van Dam le 25 août et ce match comptait pour les BFG Series. 
Lors de l'Impact Wrestling du 8 septembre, lui et Devon battent The British Invasion (Magnus et Douglas Williams) et remportent un match de championnat pour les TNA World Tag Team Championship. Lors de No Surrender (2011), ils perdent contre Mexican America (Hernandez et Anarquia) et ne remportent pas les TNA World Tag Team Championship. Il effectue ensuite un Face Turn. A Impact Wrestling du 15 septembre, Le Pope, Devon, Tara et Brook Tessmacher gagnent face  Anarquia, Hernadez, Sarita et Rosita. Lors de Final Resolution (2011), lui et Devon contre Matt Morgan et Crimson et ne remportent pas les TNA World Tag Team Championship. Il effectue un Heel turn en attaquant deux fois devon avec ses fils. Lors de Genesis (2012), il perd contre Devon.

#### Face Turn, grave blessure à la clavicule et Départ (2012-2013)
lI effectue un face turn en battant Bully Ray lors de l'Impact Wrestling du 21 juin 2012, puis subit une grave blessure à la clavicule provoquée par les Aces & Eights,.
Son contrat prenant fin le 1er janvier 2013, Burke annonça qu'il ne resignerait pas avec la TNA.

### Circuit Indépendant (2013)
Lors de Super Card 2013 - Tag 1, il perd contre John Morrison.

### Retour à la Ohio Valley Wrestling (2013;2015-2017)
Il fait son retour à la Ohio Valley Wrestling le 11 septembre en battant Flash Flanagan et en remportant le OVW Television Championship. Le 18 septembre, il bat Flash Flanagan et conserve son titre. Le 25 septembre, il bat Raul LaMotta et conserve son titre. Le 5 octobre,il perd le titre contre Shiloh Jonze,. Le 16 octobre, il perd un steel cage match contre Jonze et ne récupère pas le OVW Television Championship.
Le 16 septembre 2015, il effectue son retour à la OVW sous le nom de ring de General Pope, faisant équipe avec Private Anthony pour battre Adam Revolver et Reverend Stuart Miles et gagner un match de championnat pour les OVW Southern Tag Team Championship. Lors du OVW Saturday Night Special du 5 décembre, ils battent The Van Zandt Family Circus (Dapper Dan Van Zandt et The Ringmaster) et remportent les OVW Southern Tag Team Championship, faisant de Burke le seizième OVW Triple Crown Champion de l’histoire de la OVW par la même occasion. Le 20 janvier 2016, il perd contre Ryan Howe et ne remporte pas le OVW Heavyweight Title. Le 27 janvier, il gagne avec Private Anthony contre Adam Revolver et le Révérend Stuart Miles. 
Le 10 février lors de OVW #860, Private Anthony et General Pope perdent les titres par équipe contre Adam Revolver et Stuart Miles.
Le 9 mars lors de OVW #864, il bat Robbie Walker. Le 2 avril lors de OVW Saturday Night Special - Steel Vengeance, il bat Marcus Anthony au cours d'un steel cage match.
Le 16 novembre 2016, lui et Big Jon battent The Legacy of Brutality (Big Zo et Hy-Zaya) et remportent les OVW Southern Tag Team Championship. Le 3 décembre, il est contraint d'abandonner les titres par équipe et se fait remplacer par Justin Smooth aux côtés de Big Jon.
Le 5 août 2017 lors de OVW Saturday Night Special: War Zone, il perd un WarGames match avec Justin Smooth, L. J., Randy Royal & Shane Andrews contre Adam Revolver, Cash Flo, Dapper Dan, Josh Ashcraft, Michael Hayes & Tony Gunn.

### Retour à la Total Nonstop Action Wrestling (2015-2017)

#### Retour et Commentateur (2015-2017)
Il fait son retour le 3 juin en devenant commentateur aux côtés de Josh Mathews pour Impact Wrestling.
Le 4 octobre lors de Bound for Glory, il perd un Gauntlet for the gold au profit de Tyrus.
Le 17 mars 2016 à Impact, il perd contre Bobby Lashley au cours d'un street fight.

### National Wrestling Alliance (2019-...)
Il fait ses débuts à NWA Powerrr, le 23 décembre 2019. 
Le 20 octobre 2020 à Primetime Live, il bat Zicky Dice et remporte le NWA World Television Championship. Il perd ce titre le 6 août 2021 face à Tyrus, lors de NWA Extra Powerrr.

## Palmarès
- Baltimore Championship Wrestling
  - BCW Heavyweight Championship (1 fois)
- Combat Revolution Wrestling
  - CRW Tag Team Championship (1 fois) – avec Jeremy Prophet
- Fighting Evolution Wrestling
  - FEW Heavyweight Championship (1 fois, actuel)
- National Wrestling Alliance
  - NWA World Television Championship (1 fois)
- Ohio Valley Wrestling
  - OVW Heavyweight Championship (1 fois)
  - OVW Television Championship (1 fois)
  - OVW Southern Tag Team Championship (2 fois) – avec Private Anthony (1) and Big Jon (1)
  - 16ème OVW Triple Crown Champion
- Total Nonstop Action Wrestling (TNA)
  - 8 Card Stud Tournament (2010)

## Récompenses des magazines
- Pro Wrestling Illustrated

| Année | 2005 | 2006 | 2007 | 2008 | 2009       | 2010 | 2011 | 2012 | 2013 à 2020 | 2021 |
| ----- | ---- | ---- | ---- | ---- | ---------- | ---- | ---- | ---- | ----------- | ---- |
| Rang  | 109  | 161  | 87   | 99   | Non classé | 36   | 56   | 131  | Non classé  | 98   |